# Charles-Gustave-Eugène-Louis Cot
Charles-Gustave-Eugène-Louis Cot, francoski general, * 1881, † 1945.